# Alkohol salicylowy
Alkohol salicylowy, saligenina – organiczny związek chemiczny będący zarówno alkoholem, jak i fenolem.
Tworzy bezbarwne płytki rozpuszczalne w wodzie, alkoholu, benzenie, eterze i glikolu propylenowym. Występuje w korze wierzb (Salix), topoli i w roślinie wiązówce błotnej (Spirea ulmaria) w postaci glikozydu zwanego salicyną (saligenina jest aglikonem salicyny, czyli w połączeniu z glukozą tworzy salicynę). Otrzymywany przez hydrolizę salicyny lub syntetycznie z fenolu i formaldehydu. Stosowany w lecznictwie jako lek przeciwgorączkowy i środek przeciwbólowy.
Saligenina w organizmie w wyniku hydrolizy enzymatycznej pod wpływem enzymu salicynazy zostaje utleniona do kwasu salicylowego.